# ژوزف امانوئل فیشر وان ارلاخ
 ژوزف امانوئل فیشر وان ارلاخ (انگلیسی: Joseph Emanuel Fischer von Erlach؛ ۱۳ سپتامبر ۱۶۹۳ – ۲۹ ژوئن ۱۷۴۲) یک معمار اهل اتریش بود. 